# Hans Kotter (Musiker)
Hans Kotter (* 1480 in Straßburg; † 1541 in Bern), auch Johannes Kotter, war ein deutscher Komponist und Organist der Renaissance. 
Kotter studierte bei Paul Hofhaimer in der Zeit von 1498 bis 1500. Danach war er bis 1508 Organist am sächsischen Hof in Torgau. Anschließend übernahm er Stellen im Breisgau und in Freiburg im Üechtland (Schweiz), von wo er jedoch nach Inhaftierung und Folter aufgrund seiner protestantischen Konfession ausgewiesen wurde. Ab 1534 lehrte er als Schulmeister in Bern. Sein Orgelbuch, welches er zwischen 1513 und 1522 zusammenstellte, enthält die ersten deutschen Orgeltänze sowie Stücke von Hofhaimer, Josquin Desprez, Heinrich Isaac und anderen. Ebenfalls erhalten sind zehn Präludien, die in einem etwas unpersönlichen Stil gehalten sind und seinem Lehrer Hofhaimer nahestehen.